# Jeux olympiques d'été de 1928
Pour les articles homonymes, voir Jeux olympiques de 1928.
Les Jeux olympiques d'été de 1928, Jeux de la IXe olympiade de l'ère moderne, sont célébrés à Amsterdam, aux Pays-Bas, du 28 juillet au 12 août 1928. Après deux échecs successifs, la capitale néerlandaise est désignée par le Comité international olympique (CIO) le 2 juin 1921 à Lausanne au détriment de la ville américaine de Los Angeles qui reçoit néanmoins l'assurance d'accueillir les Jeux de 1932. La reine Wilhelmine des Pays-Bas se désintéresse de l'organisation de l'événement par son pays, considérant les Jeux olympiques comme une « manifestation païenne ». En conséquence, son mari, le prince Henri, déclare les Jeux ouverts à la cérémonie d'ouverture au stade olympique d'Amsterdam, en l'absence de la reine, bien qu'elle assiste à la cérémonie de clôture.
Ces Jeux voient pour la première fois l'allumage de la flamme olympique et sont également témoins de l'arrivée des premières femmes en athlétisme, malgré l'hostilité du baron Pierre de Coubertin. 46 nations et 2 883 athlètes (dont 277 femmes) prennent part à 109 épreuves dans 14 sports. Les sportifs les plus en vue de ces Jeux sont, comme quatre ans plus tôt, l'athlète Paavo Nurmi et le nageur Johnny Weissmuller.

## L'arrivée contestée des femmes en athlétisme
Pour la première fois dans l'histoire des Jeux olympiques, des épreuves de gymnastique et d'athlétisme sont ouvertes aux sportives féminines. 277 athlètes s'alignent dans les épreuves du 100 m, du 800 m, du relais 4 × 100 m, du saut en longueur et du disque. Le baron Pierre de Coubertin, ancien président du Comité international olympique, est depuis toujours hostile à la participation de femmes aux Jeux olympiques, déclarant notamment que celle-ci  « constitue un affront majeur à la grandeur et à la pureté originelle de cette compétition ».
Au cours des années 1920, de nombreux mouvements féministes ont tenté de faire changer les idées sur ce sujet, l'un d'entre eux décidant même d’organiser ses propres Jeux. Le CIO, composé exclusivement d'hommes, n'autorisa que parcimonieusement certaines épreuves féminines. Les Anglaises boycottèrent de ce fait la compétition pour protester contre l'antiféminisme du président du CIO et du monde sportif. Après le 800 mètres, la presse se déchaîna contre la gagnante, l’Allemande Karoline Radke-Batschauer dite Lina Radke (1903-1983) dont elle moqua le manque de féminité et rabaissa son exploit, soutenant que la constitution des athlètes féminines ne peut leur permettre d'atteindre le niveau requis pour de telles courses. Affirmant faussement un état physique déplorable de certaines athlètes après l’arrivée du 800 m, le CIO décida ne plus faire disputer de courses supérieures à 200 m à des femmes. Cette décision ne sera remise en cause qu’à partir des Jeux olympiques de 1960.

## Sites olympiques

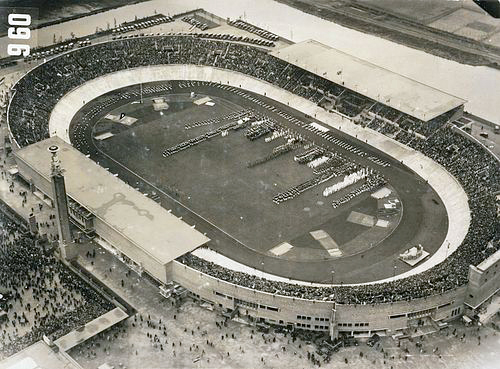
Le stade olympique d'Amsterdam.

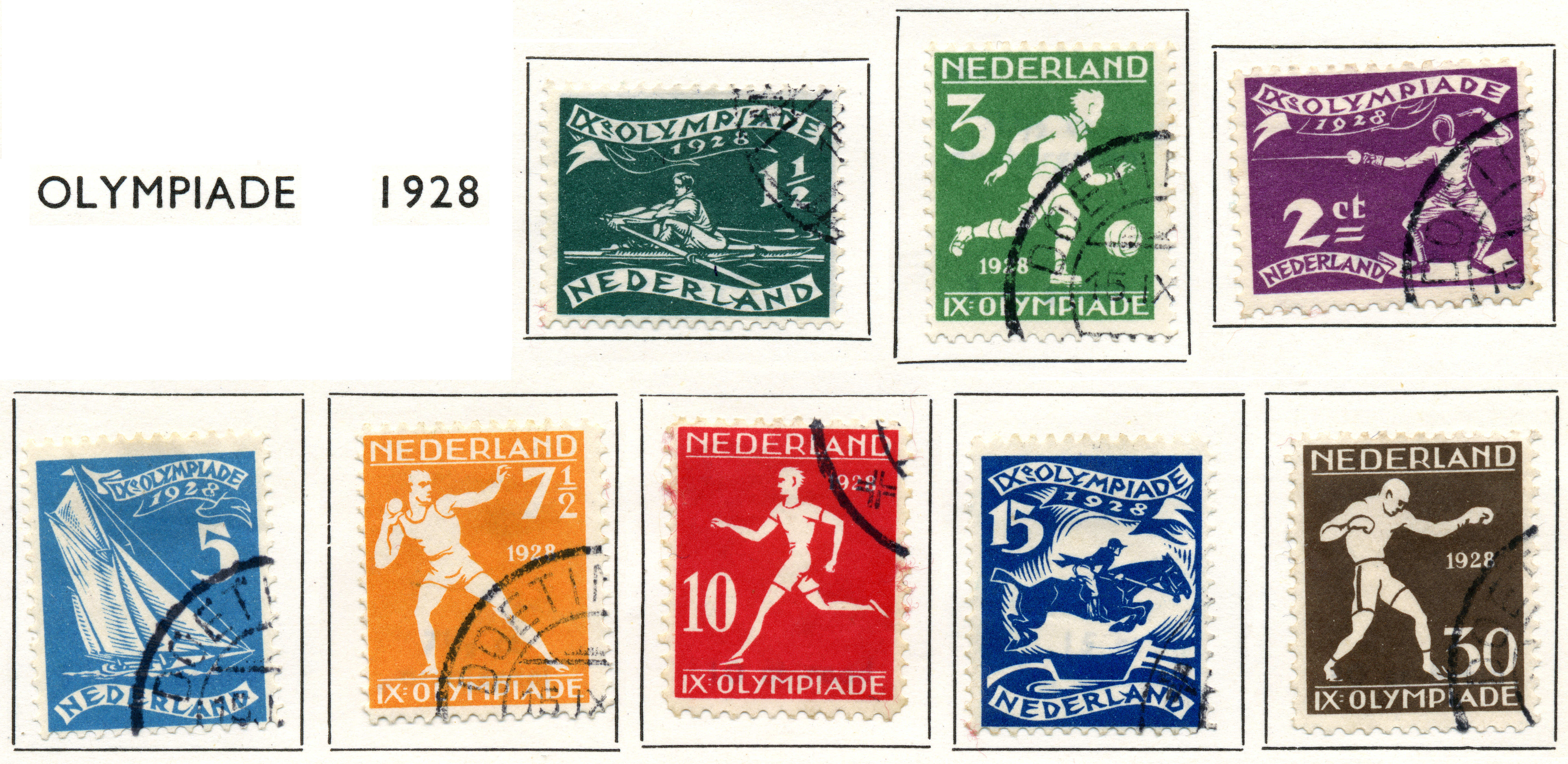
Les timbres de l'olympiade.

La ville d'Amsterdam se dote pour ces Jeux d'un stade olympique flambant neuf, œuvre de l'architecte Jan Wils. Cet édifice d'une capacité de 40 000 places accueillit les cérémonies d'ouverture et de clôture, ainsi que les épreuves d'athlétisme, de cyclisme et de football. Il comportait une piste de 400 m, distance qui deviendra la norme en athlétisme pour les Jeux à venir, ainsi qu'une piste de vélodrome réservée aux cyclistes. Le stade possédait également un panneau géant pour l'affichage des résultats, lisible de partout. Les autres sites olympiques proches du stade étaient la salle de lutte (2 840 places), le stade nautique (6 000 places) et la salle d'escrime.

## Cérémonie d'ouverture

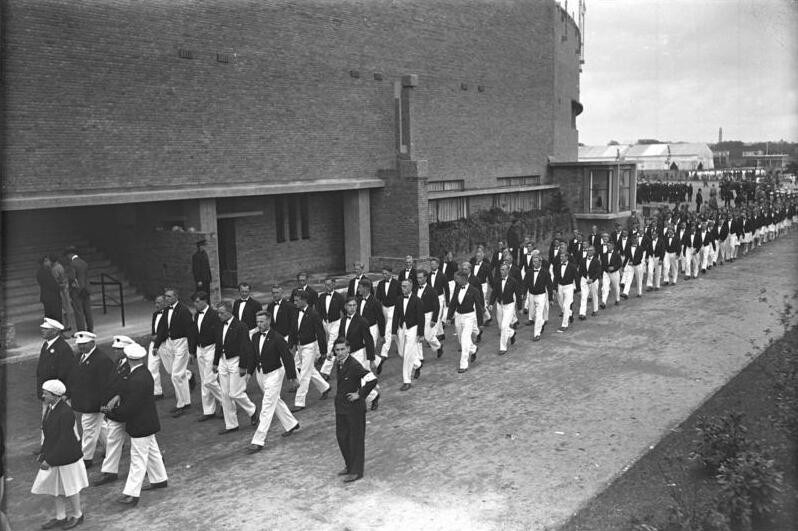
Le retour de la délégation allemande.

Le défilé des délégations lors de la cérémonie d'ouverture est conduit pour la première fois par la Grèce. Autre nouveauté, l'allumage durant tous les Jeux de la flamme olympique à partir du 28 juillet (date à laquelle se concentrent les principales épreuves), la cérémonie se déroulant après les sports collectifs. Cette dernière a voyagé à travers l'Europe depuis Athènes, berceau de l'olympisme, en passant par le royaume de Yougoslavie, l'Autriche, l'Allemagne et enfin les Pays-Bas. Le serment olympique est prononcé par Harry Dénis, capitaine de l'équipe de football des Pays-Bas, médaillé de bronze à Anvers en 1920. L'ouverture officielle est déclarée par le prince Henri des Pays-Bas sous la présence du comte Henri de Baillet-Latour, président du Comité international olympique.
Le retour de la délégation allemande aux Jeux olympiques après seize ans d'absence provoque un incident avec l'équipe de France le jour de la cérémonie d'ouverture. Lors de la reconnaissance des installations du stade olympique, des athlètes français ont une altercation avec un portier du stade qui leur refuse l'accès. Paul Méricamp, secrétaire général de la Fédération française d'athlétisme, est même frappé au visage après avoir réagi vivement à cette interdiction alors que d'autres délégations, dont celle d'Allemagne, peuvent rentrer dans le stade. La France décide aussitôt de boycotter la cérémonie d'ouverture. Cette affaire, interprétée par les Français comme germanophile et francophobe, prend de telles proportions que même les ministères des Affaires étrangères des deux pays doivent intervenir afin d'éviter tout incident diplomatique. Des excuses sont formulées par le comité d'organisation d’Amsterdam. La France ne défile pas avec les autres nations mais l'un de ses représentants, l’athlète Pierre Lewden, prête le serment olympique devant le CIO.

## Nations participantes

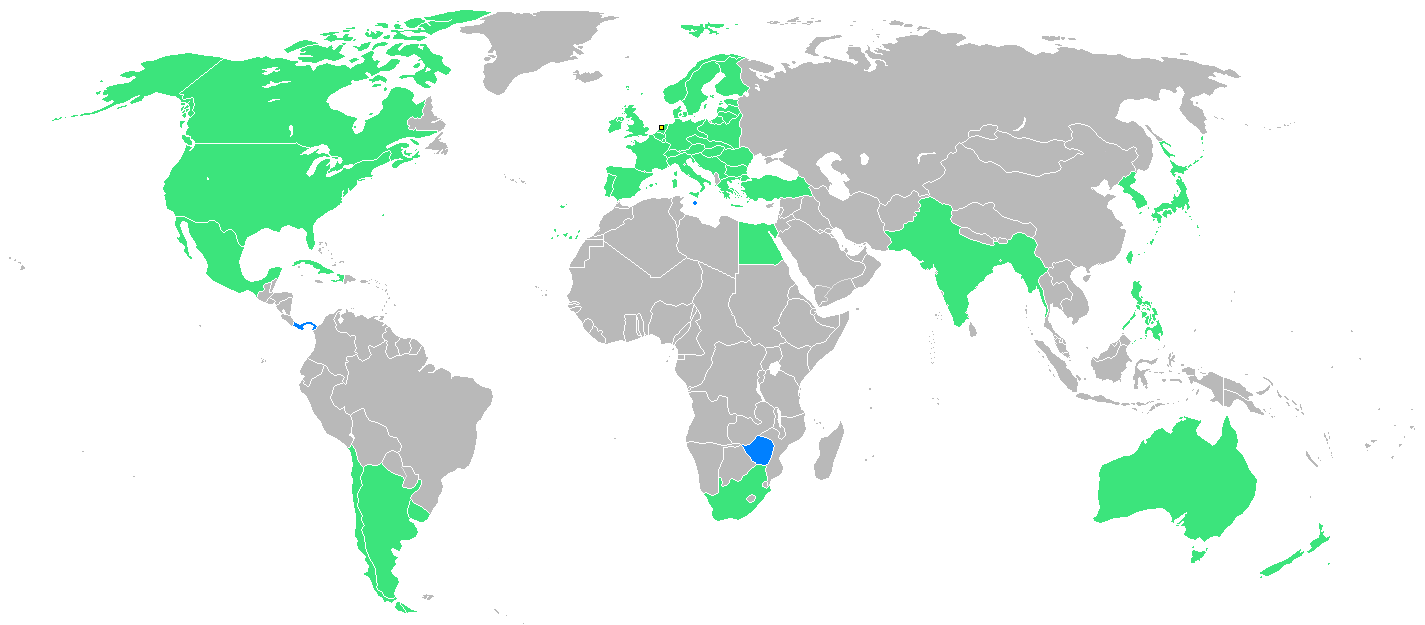
Pays participants en 1928.
Pays participant pour la première fois.
Pays ayant déjà participé.

Quarante-six nations et 2 883 athlètes participèrent à ces Jeux olympiques d'Amsterdam. Trois nations firent leur première apparition olympique : Malte, Panama, et la Rhodésie. 1928 marque également le retour de la délégation allemande, exclue du mouvement olympique depuis la Première Guerre mondiale.
| Afrique                                            | Amériques | Asie                                                      | Europe | Océanie                                  |
| - Afrique du Sud (24) - Égypte (32) - Rhodésie (2) | - Argentine (81) - Canada (69) - Chili (38) - Cuba (1) - États-Unis (280) - Haïti (2) - Mexique (30) - Panama (1) - Uruguay (22) | - Inde (22) - Japon (43) - Philippines (4) - Turquie (31) | - Allemagne (295) - Autriche (73) - Belgique (187) - Bulgarie (5) - Danemark (91) - Espagne (80) - Estonie (20) - Finlande (69) - France (231) - Grèce (23) - Hongrie (109) - Irlande (38) - Italie (174) - Lettonie (17) - Lituanie (12) - Luxembourg (48) - Malte (9) - Monaco (??) - Pays-Bas (266) - Norvège (52) - Pologne (66) - Portugal (??) - Roumanie (21) - Grande-Bretagne (232) - Suède (100) - Suisse (133) - Tchécoslovaquie (70) - Yougoslavie (34) | - Australie (18) - Nouvelle-Zélande (10) |
| 3 pays                                             | 9 pays | 4 pays                                                    | 28 pays | 2 pays                                   |

## Sports et résultats

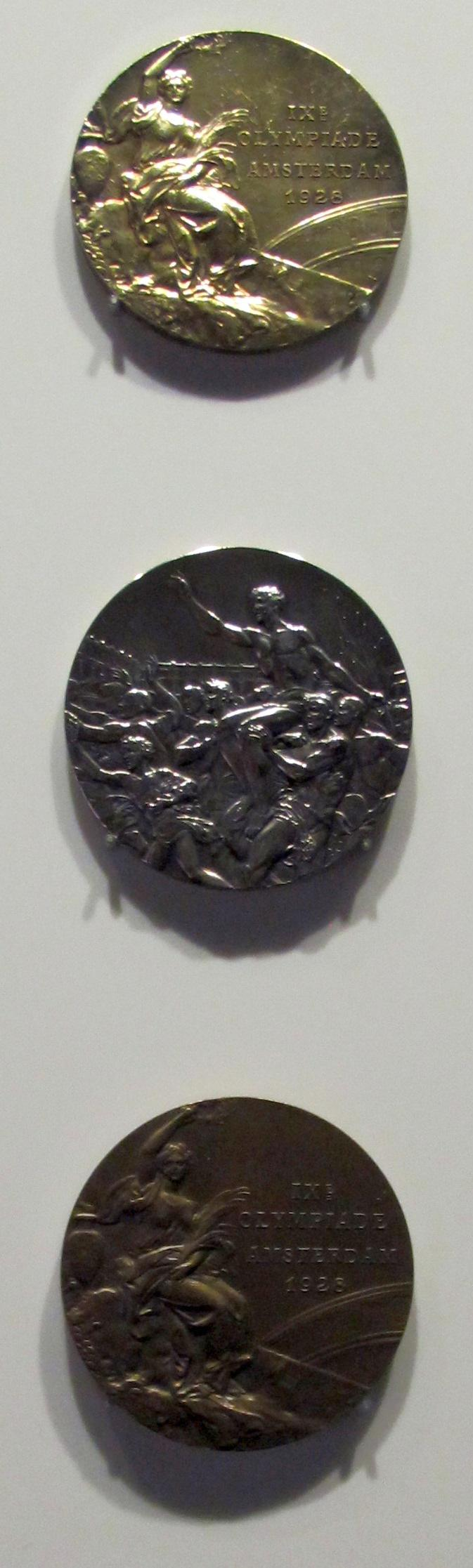
Médailles des olympiades de 1928.

14 sports et 109 épreuves composent le programme des Jeux olympiques de 1928. Le tournoi de Hockey sur gazon refait son apparition après huit ans d'absence. Quatre sports ne figurent plus au programme olympique : le tir, le polo, le rugby à XV et le tennis. Ce dernier, soupçonné de professionnalisme, ne sera plus disputé de manière officielle jusqu'aux Jeux de 1988. Enfin, une compétition de crosse est en démonstration.
- Athlétisme (27)
- Aviron (7)
- Boxe (8)
- Cyclisme (6)
- Équitation (6)
- Escrime (7)
- Football (1)
- Gymnastique (8)
- Haltérophilie (5)
- Hockey sur gazon (1)
- Lutte (13)
- Pentathlon moderne (1)
- Sports aquatiques

 Natation (11)
 Plongeon (4)
 Water-polo (1)
- Voile (3)

## Faits marquants

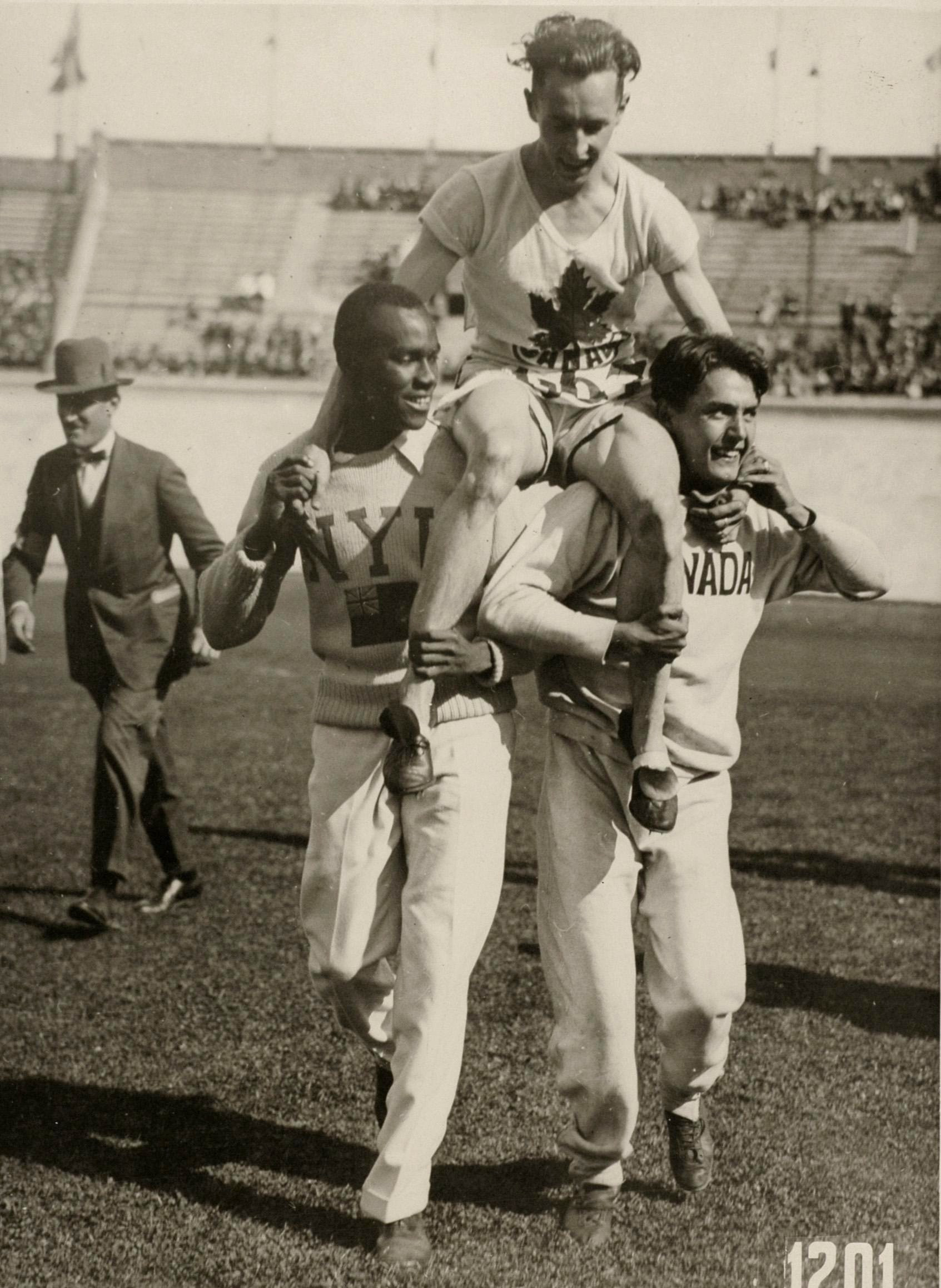
L'athlète canadien Percy Williams porté en triomphe.

En athlétisme, les Finlandais volants poursuivent leur domination mondiale sur le fond et le demi-fond à l’image de Paavo Nurmi qui remporte le titre du 10 000 mètres pour porter son total de médailles d’or olympiques à 9. Son compatriote Ville Ritola triomphe sur le 5 000 m. Dans l’épreuve du marathon, la Finlande laisse échapper le titre au profit du surprenant Ahmed Boughéra El Ouafi dont la médaille d'or est homologuée comme française. En sprint, le Canadien Percy Williams décroche les titres convoités du 100m et du 200m. Pour la première fois, le Japon remporte une médaille d’or en athlétisme avec Mikio Odo dans l’épreuve du triple saut.
En natation, Johnny Weissmuller conserve ses titres sur 100m nage libre et sur le relais 4 × 200m et totalisera six médailles olympiques dans sa carrière (5 en natation et 1 en water polo). Weissmuler mettra un terme à sa carrière sportive à l’issue de ces Jeux d’Amsterdam pour se consacrer au cinéma en interprétant le rôle de Tarzan. Ses multiples records du monde resteront en place durant plusieurs années.
L'équipe indienne remporte le tournoi olympique de hockey sur gazon et le conservera jusqu'en 1960. En escrime, l'équipe de Hongrie de sabre aura la même trajectoire en s’adjugeant sept médailles d'or olympiques à compter de ces Jeux. Le Français Lucien Gaudin remporte les épreuves de fleuret et d'épée individuelles pour un total de quatre médailles. 
En gymnastique, la Suisse s'adjuge plus du tiers des podiums (dont cinq médailles d’or en huit épreuves). L'Uruguay conserve son titre de champion olympique de football en disposant de l'Argentine.
| Athlète                  | Pays      | Sport       | Médaille d'or, Jeux olympiques | Médaille d'argent, Jeux olympiques | Médaille de bronze, Jeux olympiques | Total |
| Georges Miez             | Suisse    | Gymnastique | 3                              | 1                                  | 0                                   | 4     |
| Lucien Gaudin            | France    | Escrime     | 2                              | 2                                  | 0                                   | 4     |
| Hermann Hänggi           | Suisse    | Gymnastique | 2                              | 1                                  | 1                                   | 4     |
| Eugen Mack               | Suisse    | Gymnastique | 2                              | 0                                  | 1                                   | 3     |
| Carl Freiherr von Langen | Allemagne | Équitation  | 2                              | 0                                  | 0                                   | 2     |

## Les Concours d’art
En marge des épreuves sportives, des concours d'art sont organisés à l'occasion de ces Jeux olympiques. Notamment la peintre Lucienne Pageot-Rousseau fait partie de l'équipe française de peinture. 

## Tableau des médailles

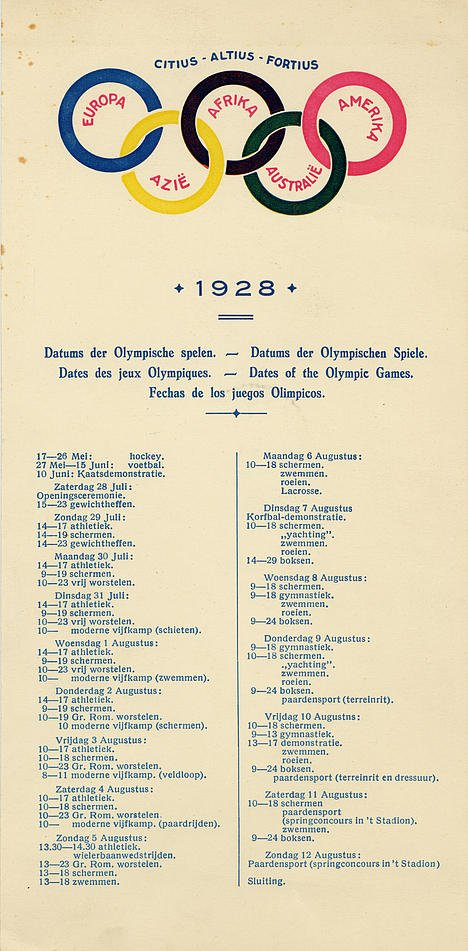
Le programme des Jeux.

La délégation des États-Unis  termine en tête du classement par nations avec 56 médailles au total. Elle devance l'Allemagne (31 médailles) et la Finlande (25 médailles grâce notamment à ses coureurs de demi-fond). L'équipe des Pays-Bas, sur son sol, remporte 19 médailles.
La gymnaste italienne Carla Marangoni (1915-2018) a été la dernière survivante médaillée olympique de ces Jeux.
| Rang  | Pays                   | Médaille d'or, Jeux olympiques | Médaille d'argent, Jeux olympiques | Médaille de bronze, Jeux olympiques | Total |
| 1     | États-Unis             | 22                             | 18                                 | 16                                  | 56    |
| 2     | Allemagne              | 10                             | 7                                  | 14                                  | 31    |
| 3     | Finlande               | 8                              | 8                                  | 9                                   | 25    |
| 4     | Suède                  | 7                              | 6                                  | 12                                  | 25    |
| 5     | Italie                 | 7                              | 5                                  | 7                                   | 19    |
| 6     | Suisse                 | 7                              | 4                                  | 4                                   | 15    |
| 7     | France                 | 6                              | 10                                 | 5                                   | 21    |
| 8     | Pays-Bas               | 6                              | 9                                  | 4                                   | 19    |
| 9     | Hongrie                | 4                              | 5                                  | 0                                   | 9     |
| 10    | Canada                 | 4                              | 4                                  | 7                                   | 15    |
| 11    | Grande-Bretagne        | 3                              | 10                                 | 7                                   | 20    |
| 12    | Argentine              | 3                              | 3                                  | 1                                   | 7     |
| 13    | Danemark               | 3                              | 1                                  | 2                                   | 6     |
| 14    | Tchécoslovaquie        | 2                              | 5                                  | 2                                   | 9     |
| 15    | Japon                  | 2                              | 2                                  | 1                                   | 5     |
| 16    | Estonie                | 2                              | 1                                  | 2                                   | 5     |
| 17    | Égypte                 | 2                              | 1                                  | 1                                   | 4     |
| 18    | Autriche               | 2                              | 0                                  | 1                                   | 3     |
| 19    | Australie              | 1                              | 2                                  | 1                                   | 4     |
| 19    | Norvège                | 1                              | 2                                  | 1                                   | 4     |
| 21    | Yougoslavie            | 1                              | 1                                  | 3                                   | 5     |
| 21    | Pologne                | 1                              | 1                                  | 3                                   | 5     |
| 23    | Union d'Afrique du Sud | 1                              | 0                                  | 2                                   | 3     |
| 24    | Nouvelle-Zélande       | 1                              | 0                                  | 0                                   | 1     |
| 24    | Uruguay                | 1                              | 0                                  | 0                                   | 1     |
| 24    | Espagne                | 1                              | 0                                  | 0                                   | 1     |
| 24    | Inde                   | 1                              | 0                                  | 0                                   | 1     |
| 24    | Irlande                | 1                              | 0                                  | 0                                   | 1     |
| 29    | Belgique               | 0                              | 1                                  | 2                                   | 3     |
| 30    | Chili                  | 0                              | 1                                  | 0                                   | 1     |
| 30    | Haïti                  | 0                              | 1                                  | 0                                   | 1     |
| 32    | Philippines            | 0                              | 0                                  | 1                                   | 1     |
| 32    | Portugal               | 0                              | 0                                  | 1                                   | 1     |
| Total | Total                  | 110                            | 108                                | 109                                 | 327   |